# Teresa Freixes
Teresa Freixes Sanjuán (Lleida, 12 de junho de 1950) é uma jurista espanhola, especialista em direito constitucional. É Catedrática de Direito Constitucional da Universidade Autônoma de Barcelona e Catedrática Jean Monnet ad personam. Seu trabalho como pesquisadora se centrou em Direito Constitucional Europeu, nos direitos fundamentais e na igualdade dos sistemas jurídicos multinível. É presidenta da organização civil Concordia Cívica, que defende a unidade da Espanha frente à tentativa de independência da Catalunha, criada em janeiro de 2017.

## Publicações
Publicou diversos livros e artigos em revistas especializadas em direito. Colabora com diversos meios de comunicação, escritos e audiovisuais.

### Artigos em revista
- «Els drets fonamentals en perspectiva multinivell: reflexions entorn dels seus efectes». (2015). Revista catalana de dret públic.
- «Secesión de Estados e integración en la Unión Europea. A propósito del debate sobre la permanencia en la Unión de Escocia y Cataluña como Estados segregados del Reino Unido y España». (2014). Revista jurídica de Catalunya.
- «Multilevel constitutionalism equality and non-discriminati». (2012). Archiv für rechts-und sozialphilosophie (ARSP).

### Colaborações em obras coletivas
- «La Unión Europea en la globalización: multinivel jurídico y coordinación económica». (2015). Constitucionalismo crítico. ISBN 978-84-9086-550-7, págs. 947-960.
- «El estado actual en la transposición de la Directiva 1022/99/UE». (2015). La orden europea de protección: su aplicación a las víctimas de violencia de género. ISBN 978-84-309-6536-6, págs. 169-181.
- «La juridificación de los valores y la igualdad como valor en la Unión Europea». (2014). Igualdad y democracia: el género como categoría de análisis jurídico: estudios en homenaje a la profesora Julia Sevilla. ISBN 978-84-89684-46-1, págs. 253-263.

### Livros
- 155: Los días que estremecieron a Cataluña. (2018). Madrid: Editorial Doña Tecla. ISBN 9788494618598.
- La orden europea de protección: su aplicación a las víctimas de violencia de género. (2015). Tecnos. ISBN 978-84-309-6536-6
- Constitucionalismo multinivel y relaciones entre Parlamentos: Parlamento europeo, Parlamentos nacionales y Parlamentos regionales con competencias legislativas. Madrid: Centro de Estúdios Políticos y Constitucionales. ISBN 978-84-259-1557-4.
- Las mujeres parlamentarias en la legislatura constituyente. (2006). Cortes Generales: Ministério de la Presidencia. ISBN 84-7943-282-9.

### Coordenação
- Protection of the Gender-Based Violence Victims in the European Union: Preliminary study of the Directive 2011/99/EU on the European protection order. (2014). Universitat Autònoma de Barcelona: Universitat Rovira i Virgili. ISBN 978-84-8424-333-5.
- Género, constitución y estatutos de autonomía. (2005). Instituto Nacional de Administración Pública (INAP). ISBN 84-7351-249-9.